# Chrysochroa vittata
A Chrysochroa vittata a rovarok (Insecta) osztályának bogarak (Coleoptera) rendjébe, ezen belül a mindenevő bogarak (Polyphaga) alrendjébe és a díszbogárfélék (Buprestidae) családjába tartozó faj.

## Előfordulása
A Chrysochroa vittata előfordulási területe Indiától egészen Kínáig, valamint Thaiföldig tart.

## Képek

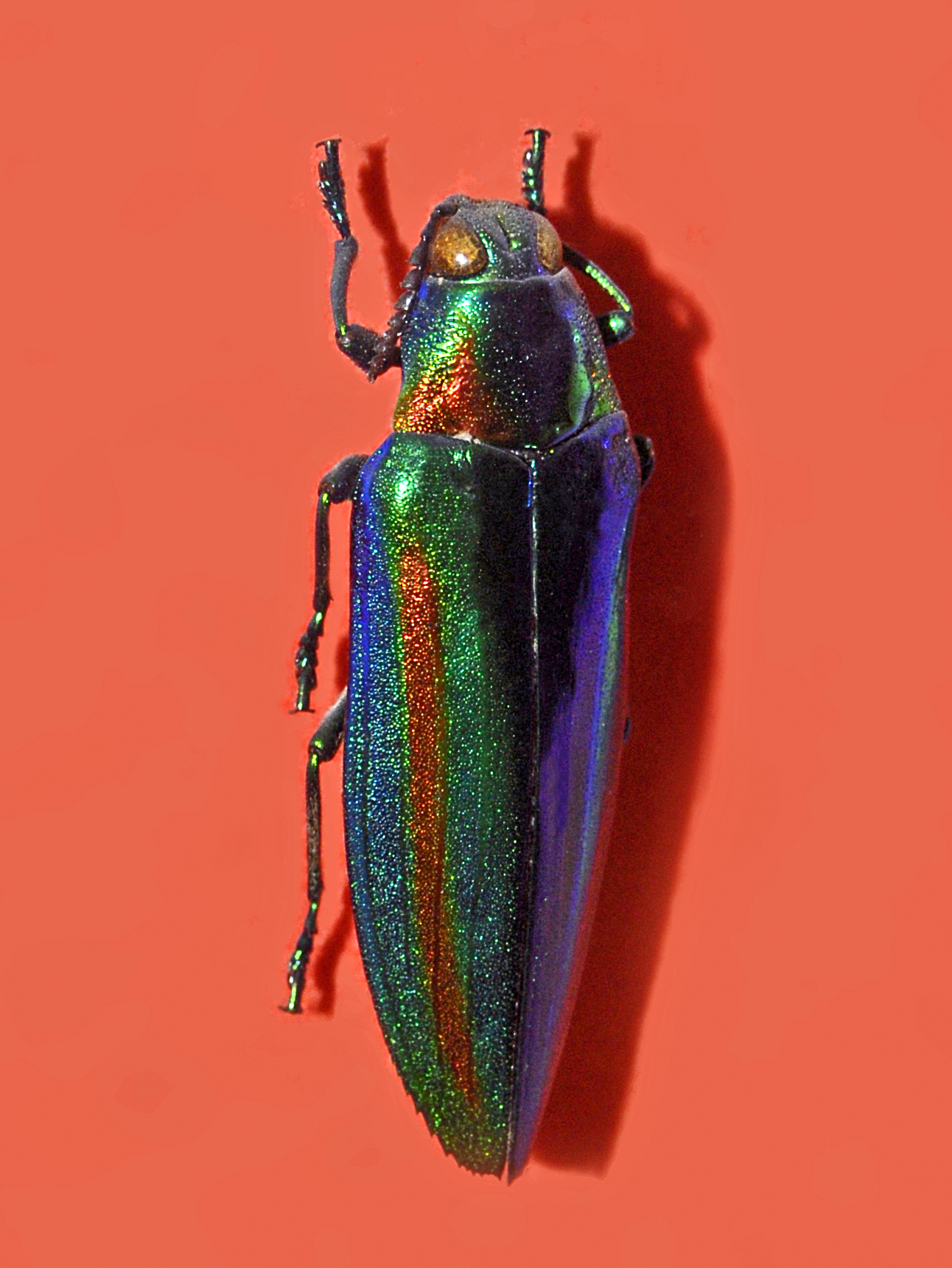
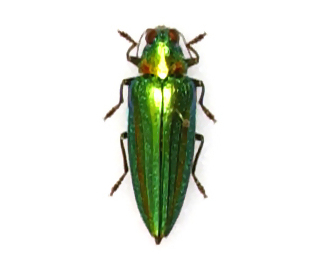
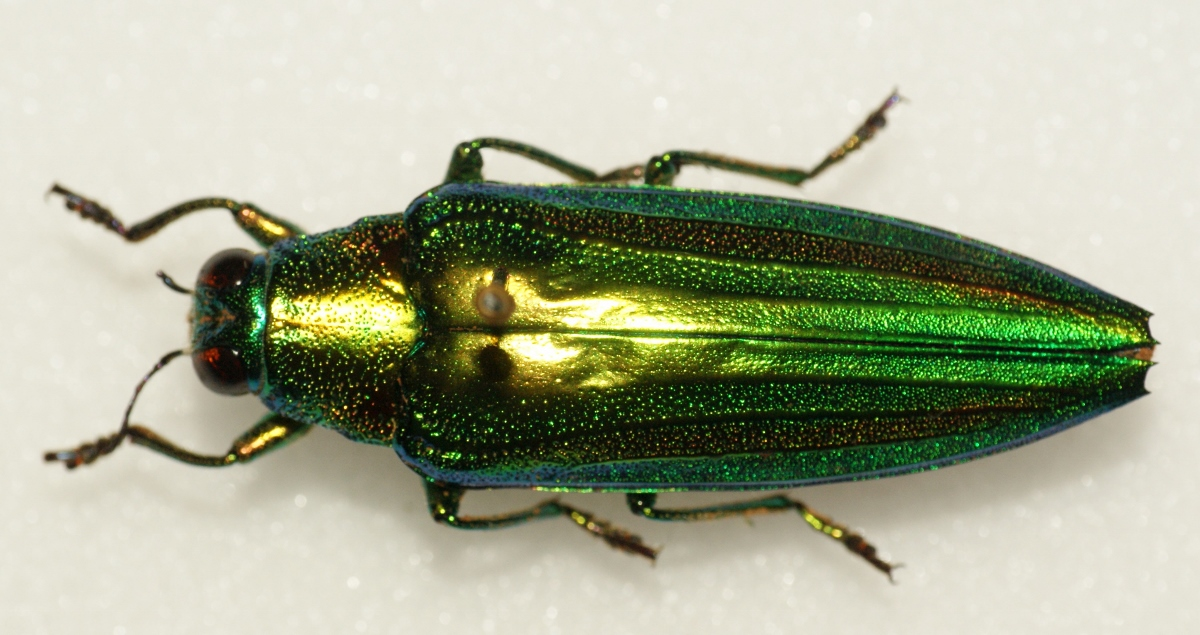
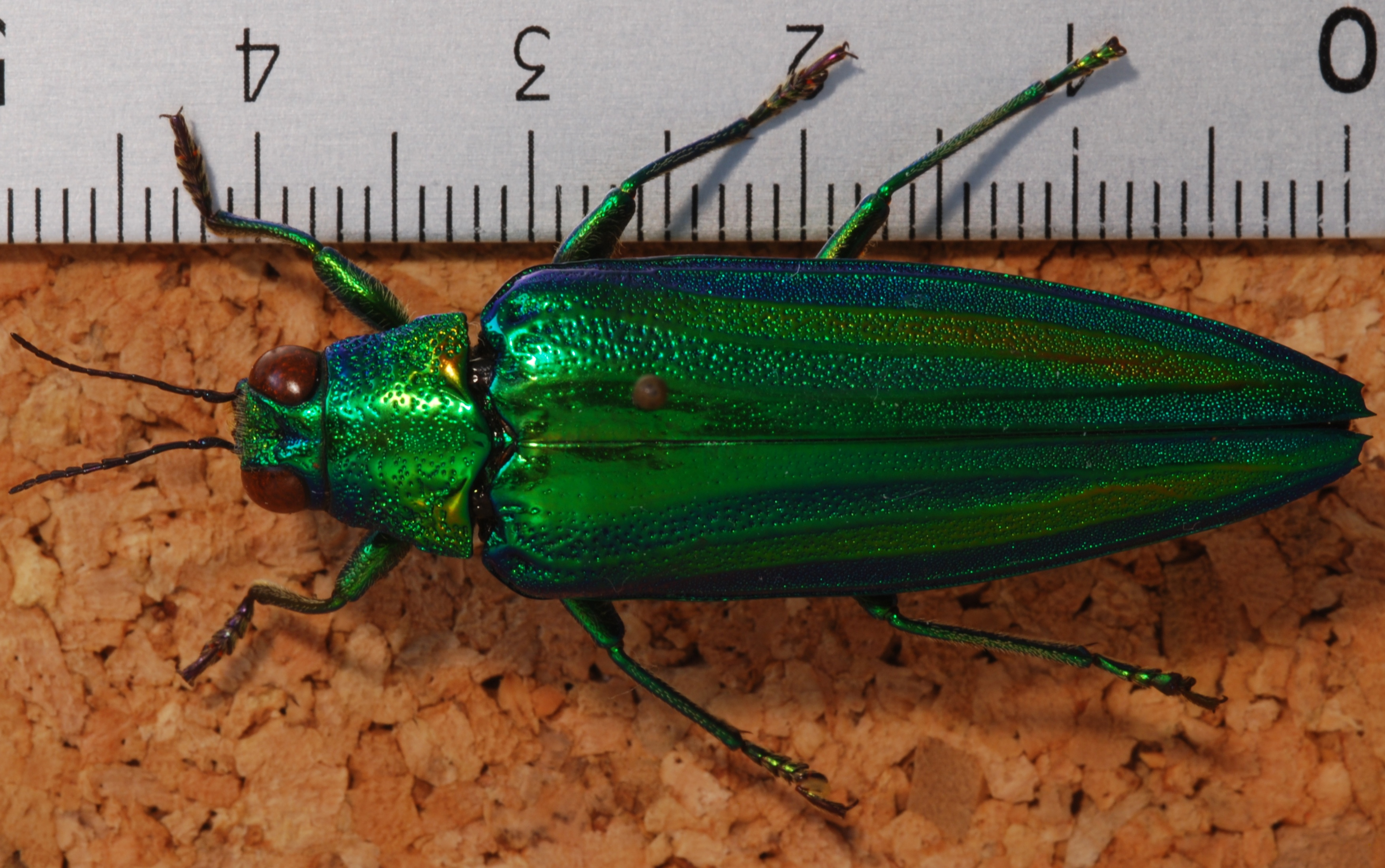

## Megjelenése
A bogár körülbelül 35-43 milliméter hosszú. A szárnyfedőinek alapszíne a fémes zöld, rajta hosszanti irányban vörös és kék csíkok húzódnak. A lábai élénk zöldek. A kitinpáncélján levő igen apró dudorok, a napfény rávetítésekor színváltozást eredményeznek.

## Fordítás
- Ez a szócikk részben vagy egészben  a   Chrysochroa vittata című angol Wikipédia-szócikk ezen változatának fordításán alapul.  Az eredeti cikk szerkesztőit annak laptörténete sorolja fel. Ez a jelzés csupán a megfogalmazás eredetét és a szerzői jogokat jelzi, nem szolgál a cikkben szereplő információk forrásmegjelöléseként.